# Guillem Simó
Guillem Simó Roca (Palma de Mallorca, 20 de enero de 1945 - 12 de septiembre de 2004) fue un escritor, compositor y pintor español de un carácter y obra marcadamente introspectivos que escribía en catalán.

## Biografía
Guillem Simó estudió Filología Románica (catalana concretamente) en la Universidad de Barcelona, en la cual posteriormente sacaría una cátedra por oposición libre.

## Publicaciones (selección)

### Estudios de historia
- Notes per a una història del projecte d'Estatut d'Autonomia de les Illes de 1931. «Randa», núm. 3, 1976
- El debat autonòmic a les Illes durant la Segona República. Eivissa: Can Sifre, 1991

### Estudios de historia de la literatura
- Les profecies atribuïdes a Bernat de Mogoda. «Randa», núm. 7, 1978
- Pronòstics mallorquins del XVIII. «Randa», núm. 8 i 9, 1979
- Prosa costumista balear. Palma: Conselleria d'Educació i Cultura Illes Balears/Institut d'Estudis Baleàrics, 1982

### Estudios de lingüística
- Uso del artículo definido en la lengua literaria de Mallorca

### Poesía
- 19 poemas con música (1973-2000). Palma de Mallorca: El Tall, 2004

### Textos autobiográficos
- En aquesta part del món. (En esta parte del mundo). Dietario 1974-2003'. Pollenza: El Gall, 2005